# Philipotabanus tenuifasciatus
Philipotabanus tenuifasciatus är en tvåvingeart som först beskrevs av Krober 1930.  Philipotabanus tenuifasciatus ingår i släktet Philipotabanus och familjen bromsar. Inga underarter finns listade i Catalogue of Life.